# 慕容奇
慕容奇（？—398年8月22日），小字善驹，是一位後燕王朝的貴族。他是太原王慕容楷之子及太宰慕容恪之孙，後繼承太原王爵位，並因謀反遭賜死成後燕最後一位太原王。

## 生平

### 征南將軍
後燕永康三年（398年）四月，後燕尚書頓丘王蘭汗在殺害甥孫後燕皇帝慕容寶後篡位；慕容奇因身為其外孫與其女婿長樂王慕容盛（後燕惠愍帝慕容寶之庶長子）皆未受劫難。同年六月，蘭汗起用慕容奇為征南將軍，並任命慕容盛為侍中。

### 造反
此時，慕容盛在與慕容奇會面時表示欲使其潛逃出外起兵。後來，慕容奇在建安起兵，聚集數千人，蘭汗派出其兄長太尉蘭堤討伐；慕容盛向蘭汗表示慕容奇實力不足，並暗示蘭堤才是慕容奇起兵之幕後主謀。於是，蘭汗將蘭堤之職務轉予撫軍將軍仇尼慕。此間，蘭汗又因國都龍城久未降雨向上天禱告加罪於謀害慕容寶的親弟車騎將軍蘭加難；蘭堤、蘭加難聽聞消息後既怒且懼，率領部眾擊敗仇尼慕軍。蘭汗因此大感害怕，並派遣太子蘭穆統兵討伐；蘭穆提醒蘭汗慕容盛乃其仇家，因此必與慕容奇內外勾結。於是，蘭汗召見慕容盛；但慕容盛在妻蘭王妃告密下佯病不出，躲過一劫。
此時，許多百姓依附於慕容奇之下，慕容奇更將蘭汗兄長之子蘭全所率之軍隊全數殲滅，並進駐乙連屯墾；同時，慕容盛殺蘭汗復辟後燕，以長樂王身份攝行統制，諸王皆領命降稱公，並下令慕容奇罷兵。但是，慕容奇聽從丁零人嚴生、烏桓人王龍拒不受命，更率軍三萬進軍距龍城僅十里之橫溝；慕容盛出擊大敗慕容奇，殺害其黨徒嚴生、王龍等百餘人，並賜慕容奇死；鮮卑燕國太原王一系就此絕封。

## 评价
元朝史学家胡三省举楚莊王灭若敖氏时为了给鬬穀於菟留后人而赦免箴尹克黄的例子，认为以慕容恪之功，不应绝祀。